# Franciszek Chocieszyński
Franciszek Chocieszyński (ur. 28 stycznia 1848 w Grodzisku Wielkopolskim, zm. 9 lutego 1899) – polski księgarz, drukarz i wydawca.

## Życiorys
Był synem Antoniego i Weroniki z Głowiczów. Kształcił się w gimnazjum w Grodzisku i Poznaniu. Odbył praktykę w księgarni i składzie nut E. Bote i G. Bock w Poznaniu, zapoznał się także ze sztuką drukarską w firmie A. Schmaedicke w Grodzisku. W 1871 uczestniczył w wojnie prusko-francuskiej. Pracował w drukarni Napoleona Kamieńskiego w Poznaniu, następnie wyjechał na dalszą praktykę; przebywał w Lipsku, Nowym Jorku, Chicago, Paryżu.
Po powrocie do Poznania założył własną drukarnię (z Karolem Handtke). Zakład mieścił się początkowo na ulicy Podgórnej; po odejściu wspólnika Chocieszyński przeniósł się na ulicę Wodną, powiększył firmę i poszerzył działalność o sprzedaż własnych wydawnictw. Wydawał głównie popularne, tanie książki, od 1880 zasilające biblioteki Towarzystwa Czytelni Ludowych. Od 1882 wydawał pismo „Wielkopolanin”, początkowo dwa razy w tygodniu, potem jako dziennik; redaktorem „Wielkopolanina”, który wkrótce uzyskał największą popularność wśród wielkopolskich prenumeratorów, był Stanisław Wegner. Nakładem firmy Chocieszyńskiego ukazywały się ponadto pisma „Nowiny Literackie” oraz pszczelarska „Pasieka”, a także cykl „Tygodnik Powieści” (później pod nazwą „Biblioteka Powieści”). W większości z tych inicjatyw wydawcę wspierał Wegner, który po śmierci Chocieszyńskiego w 1899 przejął firmę i prowadził ją przez kolejne dwadzieścia lat.

## Życie prywatne
Z małżeństwa z Pelagią z Laurentowskich (primo voto Karmolińską), zawartym w 1878, miał czworo dzieci (dwie córki i dwóch synów). Jest pochowany w Poznaniu na cmentarzu przy ul. Bluszczowej.